# Egyed Attila
Egyed Attila (Tab, 1969. április 24. –) Jászai Mari-díjas magyar színművész.

## Élete
1969-ben született Tabon. A budapesti hajózási szakközépiskolába járt, végzettségét tekintve tengerész. Később elvégzett öt félévet az ELTE magyar–angol szakán. 1990–1993 között a Bodnár Sándor Színiakadémia tanulója volt. 1993–1996 között a Budapesti Kamaraszínház, 1996–1999 között a kecskeméti Katona József Színház, 1999–2003 között a nyíregyházi Móricz Zsigmond Színház, 2003–2008 között a Bárka Színház, 2008–2012 között a tatabányai Jászai Mari Színház tagja volt. 2012-től a székesfehérvári Vörösmarty Színház tagja.

## Film- és televíziós szerepei
- Kisváros sorozat, 1993
- Üvegtigris 1., 2001
- I love Budapest, 2001
- Előre!, 2001
- Nincs kegyelem, 2006
- Mario és a varászló, 2007
- Csíkos Pizsamás fiú, 2008
- Kolorádó Kid, 2009
- Látogatás, 2010
- A zöld sárkány gyermekei, 2011
- Csak a szél, 2011
- Parkoló,  2014
- Utolsó órák, 2014
- X-Comp, 2015
- Apró mesék, 2019
- Doktor Balaton, 2022
- A besúgó, 2022
- A renitens (2025)

## Díjai és kitüntetései
- 2003 POSZT MASZK: Legjobb férfi színész
- 2003 Móricz Gyűrű, Nyíregyháza
- 2010 Jászai Mari-Díj
- 2010 Jászai Mari-gyűrű, Tatabánya
- 2013 Vörösmarty-gyűrű, Székesfehérvár